# امین اللطیفی
امین اللطیفی (عربی: أمين لطيفي؛ زادهٔ ۴ ژوئیهٔ ۱۹۸۴) بازیکن فوتبال اهل تونس است.

## باشگاهی
از باشگاه‌هایی که در آن بازی کرده‌است می‌توان به باشگاه فوتبال اسپرانس تونس، باشگاه فوتبال بالمرسی، باشگاه فوتبال ستاره ساحلی، و باشگاه فوتبال حمام الانف  اشاره کرد.

## تیم ملی
وی همچنین در تیم ملی فوتبال تونس بازی کرده است.